# Danielle van Herk
 (avril 2025).
Motif : Pas de sources centrées
- Archive Wikiwix
- Bing
- Cairn
- DuckDuckGo
- E. Universalis
- Gallica
- Google
- G. Books
- G. News
- G. Scholar
- Persée
- Qwant
- (zh) Baidu
- (ru) Yandex
- (wd) trouver des œuvres sur Wikidata

| 1. | Préciser le motif de la pose du bandeau. | Précisez le motif de la pose du bandeau en utilisant la syntaxe suivante : {{admissibilité à vérifier\|date=mai 2025\|motif=remplacez ce texte par le motif}}                          |
| 2. | Informer les utilisateurs concernés.     | Pensez à avertir le créateur de l'article, par exemple, en insérant le code ci-dessous sur sa page de discussion : {{subst:avertissement admissibilité à vérifier\|Danielle van Herk}} |

Pour les articles homonymes, voir Danielle et Van Herk.
Danielle van Herk est une réalisatrice, scénariste, productrice et monteuse australienne spécialisée dans les courts métrages et les webséries saphiques.

## Filmographie
Département son
- 2011 : Life After You (court métrage)
- 2011 : Death by Diamonds (court métrage)
- 2012 : The Newtown Girls (série télévisée) (6 épisodes)
- 2012 : Judas the Peacemaker (court métrage)
- 2012 : The Washing Machine (court métrage)
- 2012 : Lesbian Western (court métrage)
- 2013 : Veal Cutlets (court métrage)
- 2013 : Move (court métrage)
- 2014 : Starting From … Now! (série télévisée) (8 épisodes)
- 2016 : A Skype EX-Change (court métrage)

Monteuse
- 2010 : The Reason Behind Me (court métrage)
- 2012 : The Newtown Girls (série télévisée) (4 épisodes)
- 2012 : The Washing Machine (court métrage)
- 2013 : Consequences (court métrage)
- 2013 : Move (court métrage)

Productrice
- 2010 : The Reason Behind Me (court métrage)
- 2012 : The Washing Machine (court métrage)
- 2013 : Consequences (court métrage)
- 2013 : Move (court métrage)

Réalisatrice
- 2010 : The Reason Behind Me (court métrage)
- 2013 : Consequences (court métrage)

Scénariste
- 2010 : The Reason Behind Me (court métrage)
- 2013 : Consequences (court métrage)